# Folding@home
El Folding@home (pronunciat "folding at home" en anglès) és un projecte de computació distribuïda dissenyat per realitzar simulacions per ordinador del plegament de proteïnes. Aquest projecte va ser iniciat l'1 d'octubre del 2000 i actualment és dirigit pel Grup Pande, al departament de química de la Universitat Stanford, sota la supervisió del professor Vijay S. Pande.
Folding@home és el segon projecte de computació distribuïda amb més suport del món, darrere del projecte SETI@home, encarregat en aquest cas de buscar vida extraterrestre. El 8 de març del 2004 el projecte genome@home es va fusionar amb el folding@home.